# Płaska Skała
Płaska Skała – jedna z pięciu najwyższych turni szczytowych w masywie Trzech Koron w Pieninach. Pozostałe to: Nad Ogródki, Okrąglica, Niżnia Okrąglica, Pańska Skała. Płaska Skała znajduje się między najbardziej na wschód wysuniętą Pańską Skałą (ok. 920 m) a tworzącymi jeden masyw turniami Okrąglica (982 m) i Niżnia Okrąglica (946 m). Pomiędzy Płaską Skałą i Pańską Skałą znajduje się przełęcz Niedźwiadki (899 m).
Płaska Skała ma wysokość około 950 m. Jej wysokość względna nad Dunajcem wynosi około 490 m. Ku południu opada ścianą o wysokości 110 m i szerokości około 200 m. Około 1960 r. turniami Trzech Koron zainteresowali się wspinacze skalni, m.in. himalaista Andrzej Zawada. Ściany tych turni cechuje jednak duża kruszyzna, ponadto wspinaczka koliduje z zasadami ochrony przyrody, skończyło się więc na kilku tylko drogach wspinaczkowych. Pańska Skała znajduje się w Pienińskim Parku Narodowym, wspinaczka na niej jest zakazana, jest też niedostępna turystycznie. Szlak turystyczny prowadzi tylko przez przełęcz Niedźwiadki. Od jej strony Płaska Skała porośnięta jest lasem.
Nazwa Płaska Skała pojawiła się w dokumentach w 1852 roku. W innych dokumentach wymieniana była jako Bryłowa Skała. W gwarze ludności miejscowej była wymawiana jako Plaska Skała. Znajduje się w granicach wsi Sromowce Niżne w województwie małopolskim, w powiecie nowotarskim, w gminie Czorsztyn.

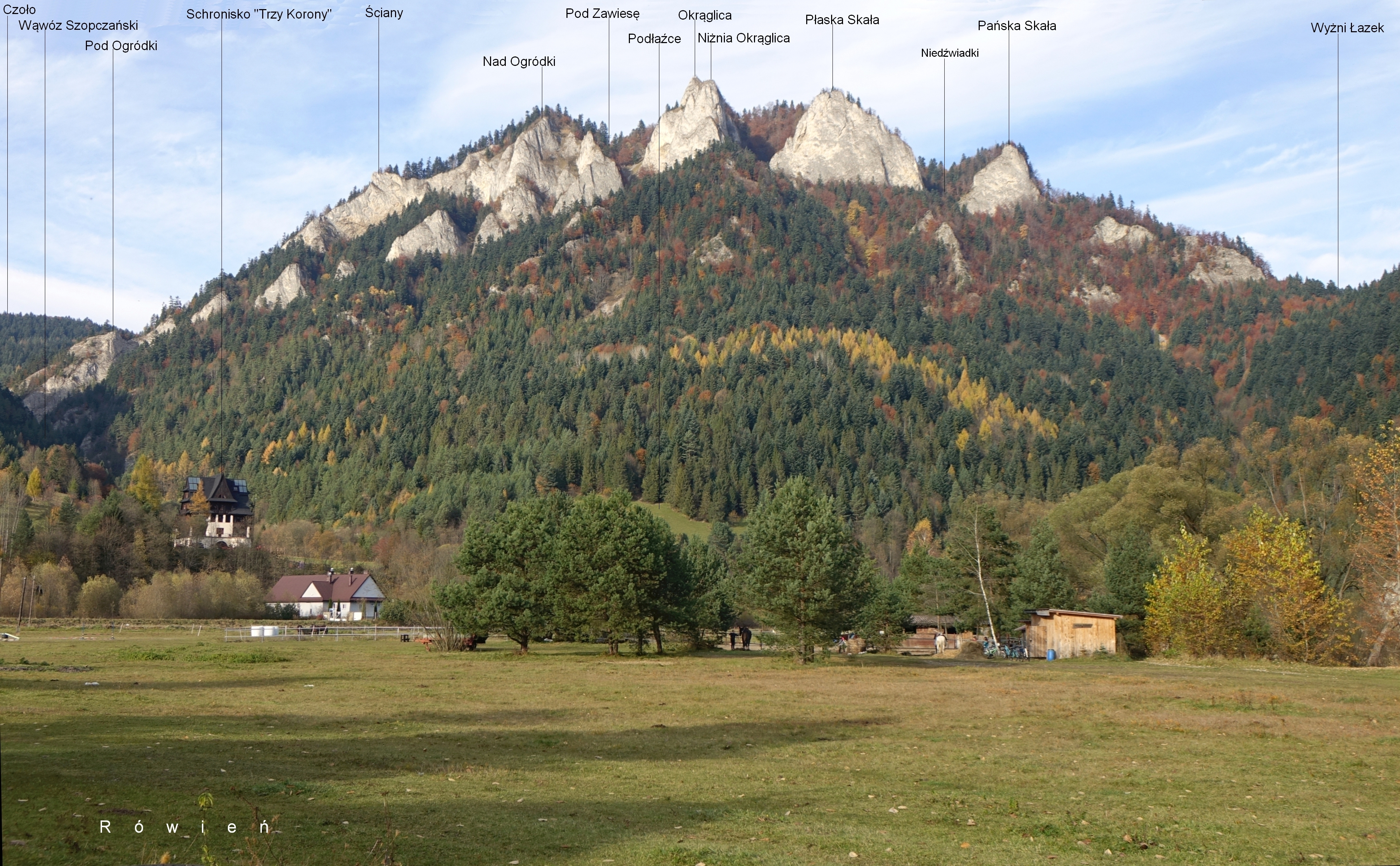
Widok ze Sromowiec Niżnych